# Верхній Токмак II
Верхній Токмак II — проміжна залізнична станція Запорізької дирекції Придніпровської залізниці на неелектрифікованій лінії Федорівка — Верхній Токмак II — Комиш-Зоря між станціями Верхній Токмак I (2 км) та Низяни (12 км). Є залізничним вузлом ліній на Федорівка та Комиш-Зорю. Розташована в селищі Верхній Токмак Другий Бердянського району Запорізької області.

## Історія
Станція відкрита 1914 року і отримала назву від однойменного селища Верхній Токмак Другий.
24 травня 2025 року на тимчасово окупованій території Запорізької області ударними БпЛА підрозділів активних дій ГУР Міністерства оборони України вистежили та вполювали вантажний поїзд з пальним російських загарбників. Прицільних ударів по об'єкту окупаційної логістики під час руху завдано на залізничній лінії Верхній Токмак — Молочанськ — Федорівка. Щонайменше три цистерни з пальним знищено, внаслідок чого було порушене залізничне постачання російських окупаційних сил на тимчасово поневолених територіях Запорізької області та Криму.

## Пасажирське сполучення
До повномасштабного російського вторгнення в Україну на станції Верхній Токмак ІІ зупинялися пасажирські поїзди далекого та приміського сполучення.
| №                          | Маршрут сполучення            | Періодичність курсування                 |
| Поїзди далекого сполучення | Поїзди далекого сполучення    | Поїзди далекого сполучення               |
| -------------------------- | ----------------------------- | ---------------------------------------- |
| 83/84 «Азов»               | Маріуполь — Київ              | Щоденно                                  |
| 67/68, 69/70               | Маріуполь — Львів             | Щоденно                                  |
| 77/78                      | Маріуполь — Харків / Бахмут   | Через день                               |
| 103/104                    | Маріуполь — Київ              | Щоденно                                  |
| 141/142                    | Маріуполь — Одеса             | Через день                               |
| Приміські поїзди           |                               |                                          |
| 6893                       | Верхній Токмак I — Мелітополь | Курсував щоденно до 18 березня 2020 року |
| 6894                       | Федорівка — Верхній Токмак I  | Курсував щоденно до 18 березня 2020 року |